# Barão
Barão (feminino: baronesa) é um título nobiliárquico da baixa nobreza existente em muitas monarquias, sendo imediatamente inferior a visconde e superior a baronete ou a senhor. A palavra barão provém do franco baro, que significava "homem livre". Esta palavra germânica tem sido emprestada para o latim no início da Idade Média. Seu adjetivo é o baronial. 
Os barões pertencem à nobreza do estado e, portanto, fazem parte da elite, tendo propriedades rurais, cargos políticos e/ou, por vezes, descendem da nobreza antiga, tendo geralmente uma formação cultural elevada. A "baronia" era a terra que conferia ao possuidor o título de barão e, também, na época feudal a qualquer grande feudo.

O coronel de um barão

## Equivalentes não-ocidentais
Como outros grandes títulos nobres ocidentais, barão é utilizado algumas vezes para traduzir certos títulos em línguas não-ocidentais com suas próprias tradições, mesmo que sejam necessariamente não relacionados historicamente e, portanto, difíceis de comparar, considerados "equivalentes" em termos relativos.
- o equivalente chinês nanjue (chinês: 男爵)
- o equivalente indiano Rao
- o equivalente japonês danshaku (japonês: だ ん し ゃ く, 男爵)
- o equivalente coreano namjak (coreano: 남작, 男爵)
- o equivalente vietnamita nam tước
- o equivalente tailandês Khun
- o equivalente sérvio bojar ou boyar (sérvio: боyар)
- o equivalente russo czar (russo: царь)

## Listas de barões
- Lista de baronatos em Portugal
- Lista de baronatos do Império do Brasil